# Americhelidium pectinatum
Americhelidium pectinatum är en kräftdjursart som beskrevs av Edward Lloyd Bousfield och Chevrier 1996. Americhelidium pectinatum ingår i släktet Americhelidium och familjen Oedicerotidae. Inga underarter finns listade i Catalogue of Life.